# Chlamydonia punctinota
Chlamydonia punctinota är en skalbaggsart som beskrevs av Michael S. Caterino 2006. Chlamydonia punctinota ingår i släktet Chlamydonia och familjen stumpbaggar. Inga underarter finns listade i Catalogue of Life.